# Tältprojektet (2000-tal)
Tältprojektet (ej att förväxla med 1977 års ursprungliga Tältprojektet) var en musik- och humorföreställning som i två års upplagor turnerade runt i Sverige i ett stort cirkustält sommaren 2004 respektive 2005.
Delvis inspirerat av och delvis parodierande det ursprungliga proggprojektet Tältprojektet – Vi äro tusenden 1977 turnerade dessa opolitiska underhållningsproduktioner till några större svenska städer med en blandning av humorsketcher – bland annat en parodi på Sveriges Televisions barn-tv-serie Fem myror är fler än fyra elefanter – och musiknummer och möttes av genomgående positiva recensioner. Showen producerades av bolaget Wonder med Vicky von der Lancken och Robert Gustafsson i samverkan med Ema Telstar och visades båda åren i inspelade versioner på TV 4.

## Produktioner
I 2004 års produktion, med premiär 7 juli på Heden i Göteborg, medverkade Robert Gustafsson, Johan Rheborg, Lena Philipsson, Magnus Uggla, Cecilia Frode och orkester. För regin stod Thomas Alfredson och Hans Marklund (även koreografin). Turnén sträckte sig även till Kalmar, Varberg och Stockholm.
I 2005 års produktion, med premiär på Heden i Göteborg 4 juli, medverkade utöver Robert Gustafsson och Johan Rheborgäven Martin Stenmarck, Charlotte Perelli och Sissela Kyle i regi av Walter Söderlund. Detta år gästades även Malmö utöver Kalmar, Varberg och Stockholm.